# 有地藤三郎

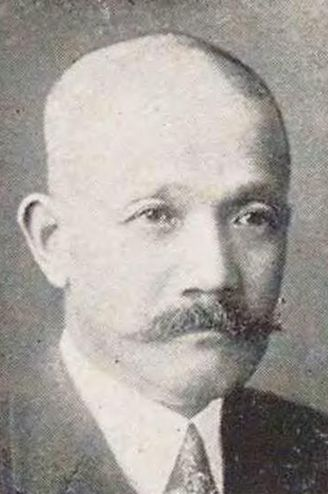
有地藤三郎

有地 藤三郎（ありち とうざぶろう、1878年（明治11年）6月25日 - 1964年（昭和39年）1月30日）は、大正から昭和前期の海軍軍人、政治家、華族。最終階級は海軍造兵大佐。貴族院男爵議員。

## 経歴
海軍士官・有地品之允の三男として生まれる。父の死去に伴い、1919年（大正8年）4月10日に男爵を襲爵した。
1905年（大正4年）東京帝国大学工科大学電気工学科を卒業し、同年8月、海軍造兵中技士に任官した。海軍技術本部技術会議議員、造兵監督官、佐世保海軍工廠検査官、舞鶴海軍工廠検査官、海軍砲術学校教官、艦政本部第3課長などを歴任。海軍造兵大佐に進み、1924年（大正13年）予備役に編入された。
1925年（大正14年）7月10日、貴族院男爵議員に選出され、公正会に所属して活動し1939年（昭和14年）7月9日まで2期在任した。その他、鉄道会議議員などを務めた。
戦後の1947年（昭和22年）11月28日、公職追放仮指定を受けた。

## 栄典
- 1924年（大正13年）3月24日 - 正四位[11]

## 親族
- 先妻 有地美代子（田中源太郎三女）[1]
- 後妻 有地マサ（遠藤平衛門二女、小松美一郎養女）[1]
- 二男 有地次郎（海軍技術少佐）[1][6]
- 姉 小藤梅子（小藤文次郎夫人）[1]
- 弟 寺島敏三（貴族院男爵議員）・有地十五郎（海軍中将）[1]
- 叔父 梨羽時起（海軍中将）[1]